# A szivárvány tövében
A szivárvány tövében (Rainbows End) egy 2006-ban megjelent science fiction regény Vernor Vinge tollából. A könyv 2007-ben elnyerte a Hugo-díjat regény kategóriában, majd a Locus-díjat is bezsebelte. Története 2025-ben játszódik, a kaliforniai San Diegóban, mely két korábbi novellájának (Fast Times at Fairmont High, Synthetic Serendipity) átgondolt változatán alapszik. Vinge tervez folytatást írni a könyv végén nyitva hagyott szálakból.
A regény világában szinte teljesen egybeolvad a virtuális világ és a valóság, és bekövetkezni látszik a technológiai szingularitás, mely visszatérő eleme Vinge történeteinek. A regény magyar nyelven 2010-ben jelent meg a Metropolis Media Group Galaktika Fantasztikus Könyvek-sorozatának tagjaként Tamás Dénes fordításában.

## Cselekmény
|  | Alább a cselekmény részletei következnek! |

A történet főszereplője Robert Gu, az egykor világhírű költő, akit a modern orvostudomány kigyógyított az Alzheimer-kórból. Felgyógyulása során Gu egy szinte teljesen új világban találja magát, melynek dolgaiba bele kell tanulnia, ami nem egyszerű a látszólagos technofóbiája miatt. Robert Gu, egykori világmegváló szándékait versekbe író emberként most kénytelen harmonikusan együtt élni a családjával, akik nehezen viselik el a taszító modorú férfit. Egyetlen segítőtársa az unokája, Miri, aki beavatja őt a megváltozott valóság világába. Azonban akaratukon kívül egy nemzetközi összeesküvés részeseivé válnak, ő vele pedig egy ismeretlen avatár kommunikál, aki nyúljelmezben jelenik meg előtte.
|  | Itt a vége a cselekmény részletezésének! |

## A regény témája
A szivárvány tövében központi témáját a kiterjesztett valóság lehetőségei, valamint a technológiai fejlődés felgyorsulása képezi, illetve az ezzel szembeni előítéletek, ellenérvek és bírálatok felsorakoztatása; a régi és új ütközése. A regény világában megindul egy mozgalom, mely felszámolja a könyvtárakat, és elpusztítja a könyveket. Robert Gu és több hozzá hasonló technofób ezt akarják megakadályozni, felhívva a figyelmet a nyomtatott könyvek fontosságára. A kiterjesztett valóság látványos bemutatásra kerül. Felbukkannak például az úgynevezett „okosruhák”, melyek lehetővé teszik, hogy a felhasználók szó szerint bárhol szörfölhessenek az interneten, MMORPG-khez hasonló videojátékokat játszhassanak, és hackerkedhessenek. A könyv kitér ezen technológia pozitív és negatív részeire is. A történet egyik szereplőjét például éppen a ruháján keresztül „törik fel”, és irányítják. Vinge a közeljövőt nem a kortárs science fictionre jellemző negatív utópiákkal ábrázolta, hanem utópisztikus eszközökkel mutatja be a világának mindennapjait.

## Szereplők
- Robert Gu – egykori professzor és híres költő, kit az Alzheimer-kórból gyógyítottak fel, és a Fairmont Gimnáziumba jár továbbképzésre, hogy beletanuljon a modern világ technológiáinak használatába.
- Ifj.Robert Gu (Bob) – Robert Gu fia, tiszt a haditengerészetnél.
- Alice Gong Gu – Bob Gu felesége, tiszt és auditor a haditengerészetnél.
- Miri Gu – Bob és Alice Gu tizenhárom éves kislánya, a Fairmont Gimnázium tanulója és Robert Gu „magántanára”.
- Juan Orozco – a Fairmont Gimnázium növendéke, tizennégy éves és Robert Gu technikai kisegítője.
- Hsziu Hsziang – egykori számítástudomány professzor, a Fairmont Gimnázium növendéke.
- Winston Blount – egykori dékán, Robert Gu riválisa, Fairmont Gimnáziumi tanuló.
- Alfred Vaz – az indiai hírszerzés feje.
- Günberk Braun – az Európai Unió hírszerzésének ügynöke.
- Keiko Micuri – Japán hírszerzési ügynöke.
- Nyúl úr/Rejtélyes idegen – ismeretlen entitás, Vaznak, Braunnak és Micurinak nyúl alakban jelenik meg, Robert Gu pedig csak a hangját hallja.

## Magyarul
- A szivárvány tövében; ford. Tamás Dénes; Metropolis Media, Bp., 2010 (Galaktika fantasztikus könyvek)

## Díjak, elismerések
- 2007: Hugo-díj, regény kategóriában
- 2007: Locus-díj
- 2007: John W. Campbell-emlékdíj (jelölés)